# Блисторф
Блисторф (њем. Bliestorf) општина је у њемачкој савезној држави Шлезвиг-Холштајн. Једно је од 131 општинског средишта округа Херцогтум Лауенбург. Према процјени из 2010. у општини је живјело 668 становника. Посједује регионалну шифру (AGS) 1053011.

## Географски и демографски подаци
Блисторф се налази у савезној држави Шлезвиг-Холштајн у округу Херцогтум Лауенбург. Општина се налази на надморској висини од 19 метара. Површина општине износи 10,4 km².

## Становништво
У самом мјесту је, према процјени из 2010. године, живјело 668 становника. Просјечна густина становништва износи 65 становника/km².